# Kathryn O'Loughlin McCarthy
Kathryn O'Loughlin McCarthy, née le 24 avril 1894 à Hays (Kansas) et morte le 16 janvier 1952 dans la même ville, est une femme politique américaine. Membre du Parti démocrate, elle est représentante du Kansas entre 1933 et 1935. Elle est la première femme du Kansas élue au Congrès des États-Unis.

## Biographie
Son mari Daniel M. McCarthy est également engagé en politique, élu au Sénat du Kansas.